# Guy Evans
Guy Randolph Evans (Birmingham, 17 giugno 1947) è un percussionista britannico.
Conosciuto principalmente per la sua partecipazione al gruppo di rock progressivo dei Van der Graaf Generator, Evans ha collaborato con altri musicisti e molto spesso proprio con gli altri membri dei VdGG, come sull'album The Long Hello.
Mentre frequentava l'Università di Warwick (1965-68), Evans suonava in un gruppo universitario chiamato The New Economic Model. Il gruppo suonava principalmente musica soul americana nelle feste da ballo universitarie, ma si esibì anche come gruppo spalla a band del calibro dei  Pink Floyd e dei The Move  (c'è una foto di Evans con i New Economic Model nel libro di Phil Smart e Jim Christopulos sulla storia dei VdGG).
Dopo aver inciso nel 1969 due singoli con i Misunderstood, inizia la sua collaborazione con i VdGG, fino al secondo scioglimento nel 1978. Dopo varie collaborazioni, Evans ha suonato fin dal 2002 con i Subterraneans ed attualmente suona con  gli Echo City, un gruppo che utilizza e costruisce "terreni di gioco sonori", costruzioni all'aperto che possono essere usate per fare musica, soprattutto  per bambini disabili. Ha quindi preso parte alla terza riunione dei VdGG del 2005, con i quali ancora collabora.

## Discografia

### Come membro di un gruppo
Con i The Misunderstood:
- Tuff Enough / Little Red Rooster (1969 singolo)
- Never Had A Girl (Like You Before) / Golden Glass (1969 singolo)

Con i Long Hello:
- The Long Hello (1973 album)

Con gli Echo City:
- Gramophone (1987 album)
- The Sound Of Music (1992 album)
- Sonic Sport 1983-88 Part One (1995 album)
- Loss Of The Church 1997 (1997 album)
- Echo City (1999 CD singolo)
- Single2000 (2000 CD singolo)

Con i Subterraneans:
- Orly Flight (2003 compilation)
- Soul Mass Transit (2006 album)
- Live in Berlin (2008 album)

### Da solista
Con Nic Potter:
- Dolphins / Welcombe Mouth (1980 singolo)
- The Long Hello Volume Two (1980 album)

Con David Jackson e Life of Riley:
- The Long Hello Volume Four (1982 album)

Con Peter Hammill:
- Spur Of The Moment (1988 album)
- The Union Chapel Concert (1997 live album)

Con Big Buddha:
- Buddhology - Revelations From Under The Encounter (1993 album)
- The Dogford Chronicles (1993 album)

### Collaborazioni
Con Peter Hammill:
- Fool's Mate (1971 album)
- Chameleon in the Shadow of the Night (1973 album)
- The Silent Corner and the Empty Stage (1974 album)
- In Camera (1974 album)
- Nadir's Big Chance (1975 album)
- Enter K (1982 album)
- Paradox Drive / Now More Than Ever (1982 singolo)
- Patience (1983 album)
- Film Noir / Seven Wonders (1983 singolo)
- The Margin (1985 album)

Con Charlie and The Wide Boys:
- Gilly I Do (1974 EP)
- Great Country Rockers (1976 album)

Con Footsbarn Present's:
- The Circus Tosov (1980 album)

Con Didier Malherbe e Yan Emerich:
- Melodic Destiny (cassette only album)

Con Mother Gong:
- Robot Woman (1982 album)
- Rober Woman 2 (1982 album)
- Words Fail Me (1982 cassette only)
- Live At Glastonbury 1981 (1982 cassette only)

Con gli Amon Düül II:
- Meetings With Men Machines (1982 album)
- Die Lösung (1989 album)

Con Nigel Mazlyn Jones:
- Breaking Cover (1982 album)
- Water From The Well (1987 cassette only album)
- Angels Over Water (1993 album)
- Behind the Stone (2002 album)

Con Peter Blegvad:
- Knights Like This (1985 album)
- U Ugly I (1985 single)
- Special Delivery (1985 singolo)

Con Frank Tovey:
- Snakes And Ladders (1986 album)

Con David Jackson e Hugh Banton:
- Gentlemen Prefer Blues (1986 album)
- Now And Then (1988 album)

Con Kazue Sawai:
- Eye To Eye (1987 album)

Con Anthony Phillips e Harry Williamson:
- Tarka (1988 album)